# Thoothukudi
Thoothukudi (Tuttukkudi; Tamil: தூத்துக்குடி Tūttukkuṭi [ˈt̪uːt̪ːɯkːuɖi]), früher anglisiert Tuticorin, ist eine Hafenstadt im südindischen Bundesstaat Tamil Nadu mit rund 320.000 Einwohnern (Volkszählung 2011). 
Die Thoothukudi City Municipal Corporation ist in 4 Zonen (North, South, West, East) sowie in 60 Wards gegliedert.
Sie liegt am Golf von Mannar, rund 100 Kilometer nordöstlich von Kap Komorin, dem südlichsten Punkt des indischen Festlandes, und 530 Kilometer südwestlich von Chennai. Sie ist Hauptstadt des gleichnamigen Distriktes.
Thoothukudi war schon im Altertum eine bedeutende Hafenstadt. In der Neuzeit stellte sie einen wichtigen Stützpunkt europäischer Kolonialmächte dar. Um die Mitte des 16. Jahrhunderts von den Portugiesen neu gegründet, ging Thoothukudi 1658 in niederländischen und 1825 in britischen Besitz über.
Früher war die Perlenfischerei Haupterwerbszweig der Bevölkerung. Heute ist die Stadt Standort der Baumwoll-, Fischerei-, Salz- und Genussmittelindustrie. Der 1974 eröffnete, künstlich angelegte Seehafen ist einer der 12 großen Überseehäfen Indiens und neben Navi Mumbai und Chennai Hauptumschlagsort für Containergüter. Der Hafen weist hohe jährliche Zuwachsraten auf, nicht zuletzt dank seiner günstigen Lage nahe der Hauptseeverkehrswege. 2004/05 wurden hier 15,81 Millionen Tonnen umgeschlagen. Davon entfielen 12,06 Millionen Tonnen (76 Prozent) auf Einfuhren, vor allem Kohle, Stückgüter, Düngemittel bzw. Düngemittelgrundstoffe und Kupferkonzentrat. Ausgeführt wurden 3,75 Millionen Tonnen, hauptsächlich Stückgüter, Granit, Baustoffe und Salz. In Thoothukudi gibt es auch einen Inlandsflughafen. Seit Juni 2011 verkehren Passagierfähren von Thoothukudi nach Colombo. Damit besteht nach einer dreißigjährigen Unterbrechung wegen des Bürgerkriegs wieder eine Fährverbindung zwischen Indien und Sri Lanka.
65 Prozent der Einwohner Thoothukudis sind Hindus, 30 Prozent sind Christen und 5 Prozent Muslime. Die Hauptsprache ist, wie in ganz Tamil Nadu, das Tamil, das von 98 Prozent der Bevölkerung als Muttersprache gesprochen wird.

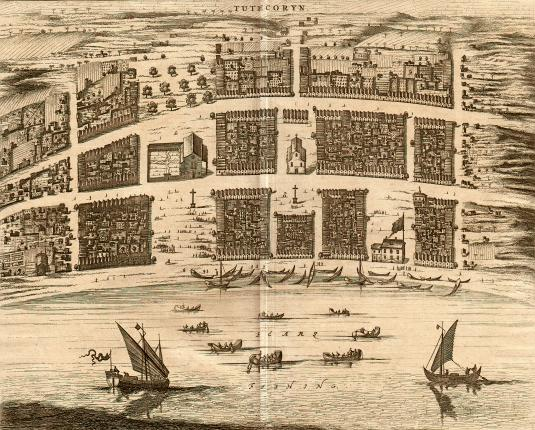
Ansicht des niederländischen Stützpunktes Tuticorin (1752)
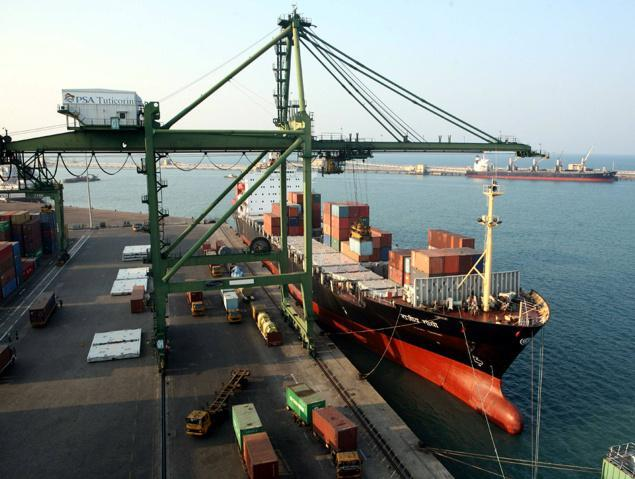
Blick auf den Hafen

## Söhne und Töchter der Stadt
- Francis Tiburtius Roche (1879–1955), römisch-katholischer Geistlicher, Bischof von Tuticorin
- Shiv Nadar (* 1945), Unternehmer